# Hwacha

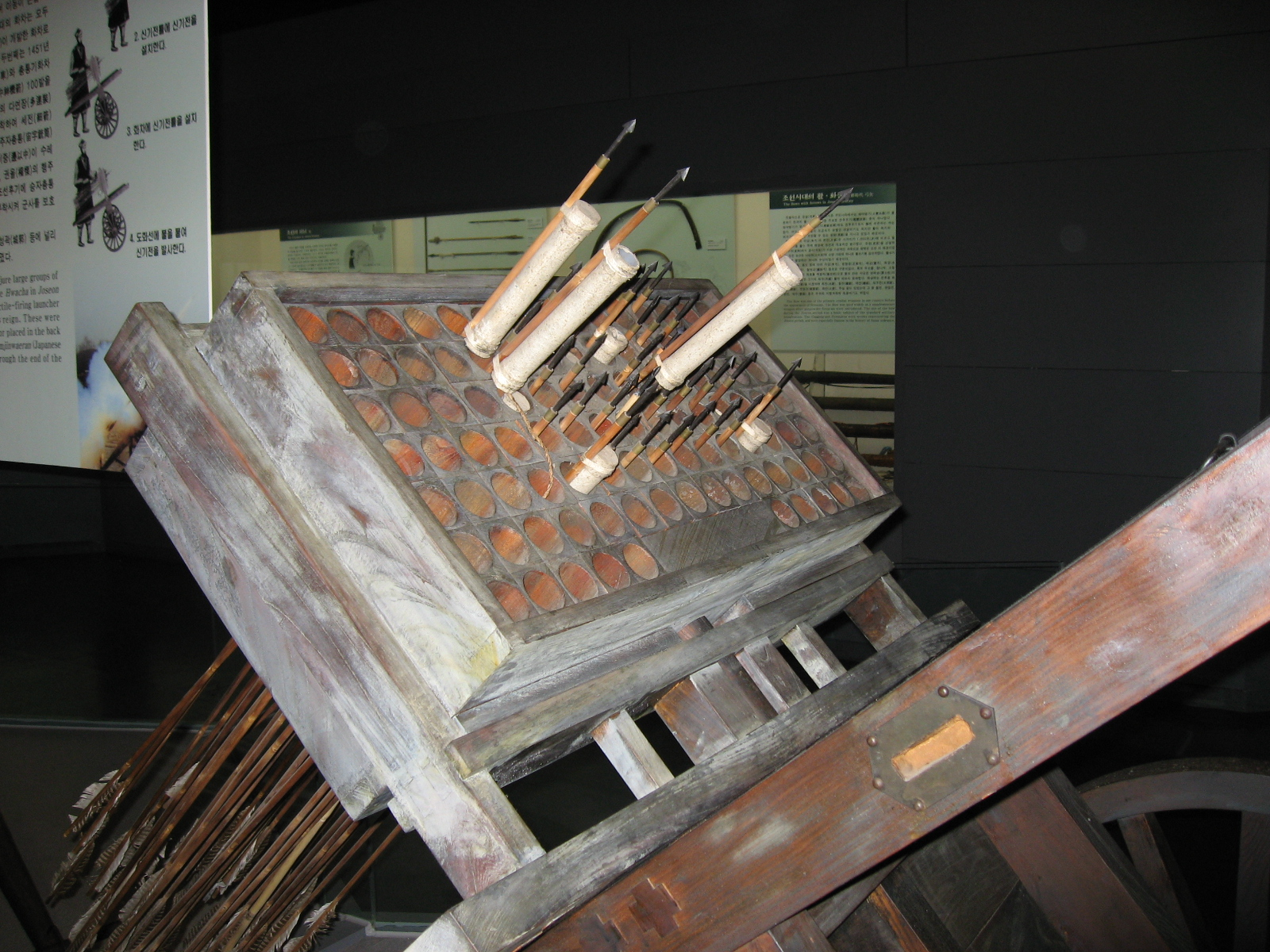
En hwacha

Hwacha eller Hwach'a  (hangul: 화차, hanja: 火車) var ett krutvapen utvecklat och använt i Korea, inspirerad av kinesiska eldpilar. Hwacha utvecklades först på 1400-talet av koreanska forskare.